# Brembilla
Brembilla är en ort och frazione i kommunen Val Brembilla i provinsen Bergamo i regionen Lombardiet i Italien. 
Brembilla upphörde som kommun den 4 februari 2014 och bildade med den tidigare kommunen Gerosa den nya kommunen Val Brembilla. Den tidigare kommunen hade 4 131 invånare (2013).